# Marquesado de Valdeguerrero
El marquesado de Valdeguerrero es un título nobiliario español concedido por el rey Carlos II en 1686 a Gabriel de Luna y Sandoval, II señor de Vara de Rey y de Villar de Cantos. Caballero de la Orden de Santiago, sirvió al rey Felipe IV como Capitán de Infantería, llegando a ser General de Artillería y gobernador de las plazas de Badajoz y Potosí en las Indias.

## Titulares
- Gabriel Guerrero de Luna y Sandoval (m. ca. 1692), I marqués de Valdeguererro,[2]  vizconde de Villaverde, caballero de la Orden de Santiago, maestre de Campo de Infantería Española, miembro del Consejo de guerra de Carlos II. Era hijo de Agustín Guerrero de Luna Sandoval y Esquivel y de Ana Agustina de Cárcamo.  El 12 de abril de 1692 dio poder a su esposa Juana para que hiciera testamento en el cual nombró a su sobrino, Gabriel Ortega y Guerrero de Luna para que sucediera en el título.[3]

Casó con Catalina Félix Guerrero de Guzmán y con Juana de la Cerda y Brizuela. Sin descendencia, le sucedió su sobrino:
- Gabriel Ortega y Guerrero de Luna (m. Madrid, 11 de marzo de 1724), II marqués de Valdeguerrero, miembro del Consejo de Hacienda, Gentilhombre de la Cámara del Rey con entrada,[5] coronel de caballería, nombrado por el rey gobernador del Real Sitio de Aranjuez el 10 de agosto de 1706.[6] Hijo de Rodrigo de Ortega y Ortega, caballero de Santiago, y de Catalina Félix Guerrero de Luna y Cárcamo, hermana del I marqués de Valdeguerrero.[5][1]

Casó en primeras nupcias con María Josefa de Sandoval y Zambrana, hija de Francisco de Sandoval y Bedoya y de su primera esposa, Gerónima Zambrana y Abat.. Después de enviudar, contrajo un segundo matrimonio con María Magdalena Ana Riaño de la Cerda (baut. parroquia de San Gil Abad de Burgos, 29 de julio de 1681), hija de Antonio José Benito de Riaño y Gaceta, III conde de Villariezo y vizconde de Villagonzalo de Pedernales, y de su esposa Mariana de la Cerda y Brizuela. Nacieron dos hijos de este segundo matrimonio, una hija, Juana Josefa Ortega y Riaño (1706-1787), casada con Antonio Bazán y Melo, marqués de San Gil, y un hijo que le sucedió en el marquesado:
- Joaquín de Ortega Guerrero Riaño y de la Cerda, III marqués de Valdeguerrero[9] (1694-Madrid, 22 de septiembre de 1730). Le sucedió su media hermana, hija del primer matrimonio de su padre:[10]

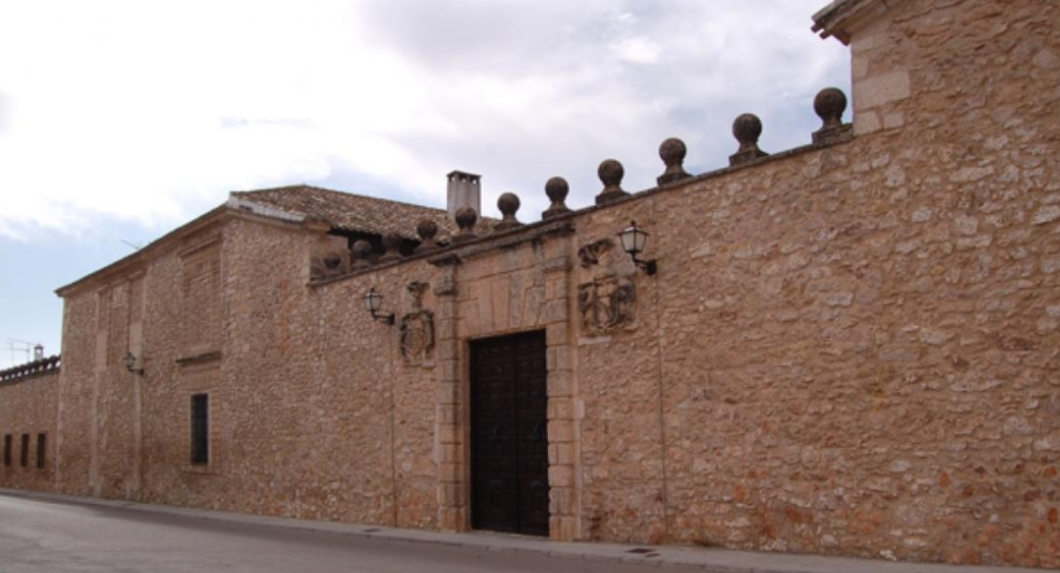
Palacio del marqués de Valdeguerrero en Vara del Rey, Cuenca

- Catalina Félix Ortega y Sandoval (baut. el 1 de octubre de 1690), IV marquesa de Valdeguererro.[10]

Casó el 6 de abril de 1716 con su primo Vicente de Sandoval y Ortega  (n. 4 de octubre de 1686), caballero de la orden de Calatrava, le sucedió su hijo.
- Francisco Ignacio de Sandoval y Ortega (n. San Clemente, 29 de enero de 1720) V marqués de Valdeguerrero,[10] alférez mayor perpetuo de Alcaraz, señor del Villar de Cantos y de la villa de Vara del Rey.

Contrajo matrimonio en San Clemente el 9 de septiembre de 1743 con María Manuela de Castro Pacheco de Guzmán (n San Clemente, 1693), hija de José Sebasión de Castro y Londoño y Francisca Pacheco y Ortega. Le sucedió su hijo:
- José Ángel de Sandoval y Castro (Villar de Cantos, 5 de marzo de 1747-ca, 1812), VI marqués de Valdeguerrero, caballero de la Orden de Malta,  maestrante de Ronda.

Casó en primeras nupcias con Antonia Espinosa y Valero, y en segundas con María Manuela de Arcayna y Meseguer.  Le sucedió su hijo:
- José Joaquín de Sandoval y Espinosa (Villagordo, 1776-ca. 1804), VII marqués de Valdeguerrero.

Casó con Josefa López de Ayala y Cabrera, hija de los condes de Cedillo. Le sucedió su hija:
- María Teresa de Sandoval y López de Ayala, VIII marquesa de Valdeguerrero.

Casó con su tío, José Ángel de Sandoval y Arcayna. Le sucedió su hijo:
- Manuel de Sandoval y Sandoval (Vara de Rey, 21 de septiembre de 1819-San Clemente, 5 de noviembre de 1888), IX marqués de Valdeguerrero[15] y senador por la provincia de Cuenca 1872-1832.[16]

Contrajo matrimonio con Antonía María Melgarejo y Mena, condesa de Buenavista Cerro, hija de Joaquín María Melgarejo y Espinosa y de Felisa Mena y de las Quintana. Le sucedió su hija.

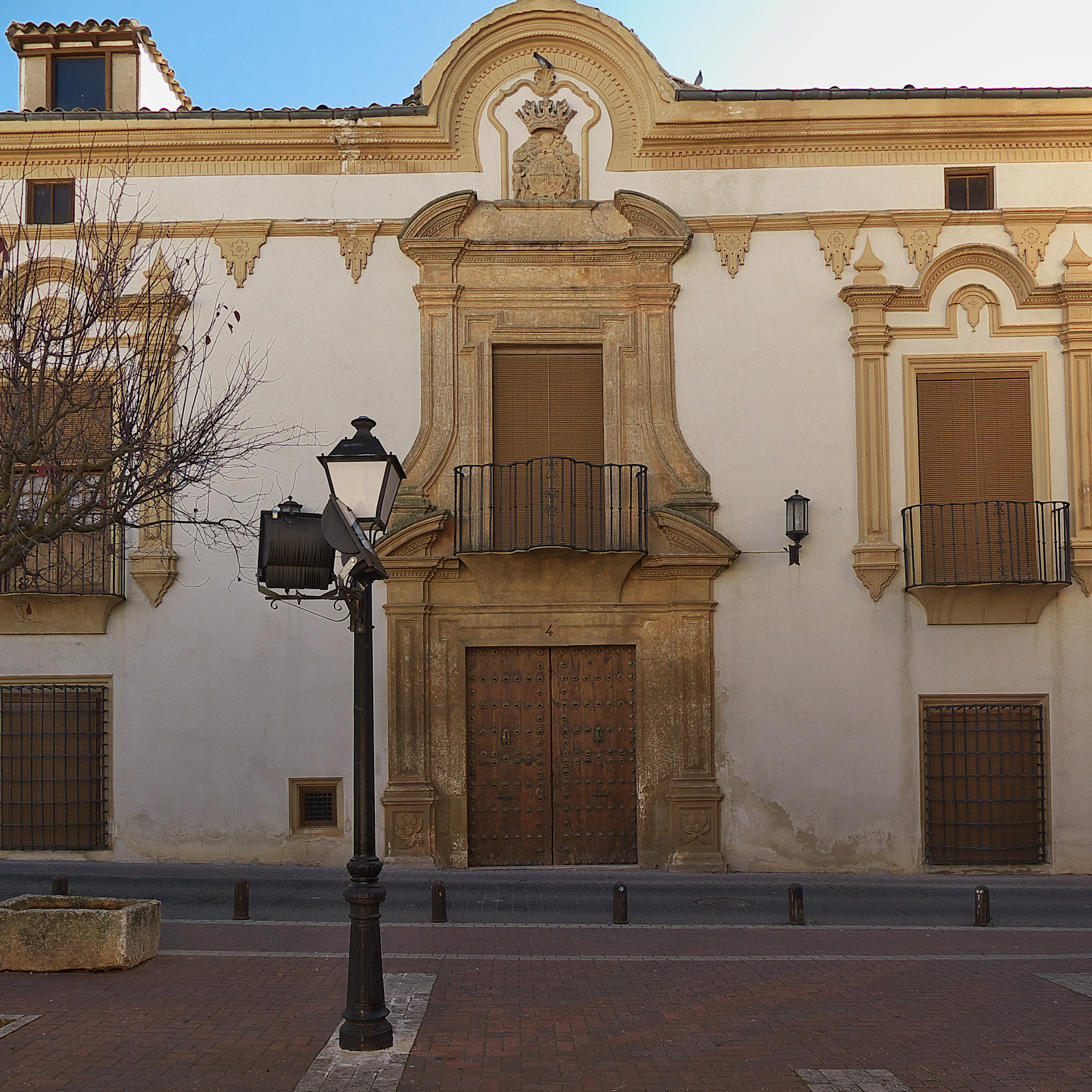
Palacio del marqués de Valdeguerrero en San Clemente, Cuenca

- María Amalía de Sandoval y Melgarejo (m. Villares de Saz, 24 de agosto de 1912),[17] X marquesa de Valdeguerrero.

Casó con Diego de Arce y Cabrera, murió sin descendencia. Le sucedió su hermana:
- María del Pilar de Sandoval y Melgarejo, XI marquesa de Valdeguerrero y IV condesa de Buenavista Cerro.

Casó con Julián Martínez del Peral y Martínez del Castillo. Le sucedió su hijo:
- Diego Martínez del Peral y Sandoval, XII marqués de Valdeguerrero y V conde de Buenavista Cerro.

Casó con Catalina Fortón Cascajares. Le sucedió su hijo:
- Joaquín María Martínez del Peral y Fortón, XIII marqués de Valdeguerrero[20] y VI conde de Buenavista Cerro, que falleció sin descendencia. Le sucedió su hermano:

- Rafael Martínez del Peral y Fortón (n. 1930), XIV marqués de Valdeguerrero[21] y VII conde de Buenavista Cerro,[2] autor de varias obras.[22]